# Mahmud I
Mahmud I (2 de agosto de 1696 –13 de diciembre de 1754) fue sultán del Imperio otomano desde 1730 hasta 1754. Era el hijo de Mustafa II y hermano mayor de Osman III. Creció con el amor y el interés de su abuela, la Sultana Gulnus. Aunque había vivido detrás de las celosías de palacio (Jaula dorada) con la ayuda de su inteligencia, buena voluntad y fuerte carácter se salvó de caer en la locura y la sinrazón. Tomo lecciones de diferentes profesores, ya que estaba interesado en historia, literatura y poesía, por encima de todo estudió la música, su gran pasión.
Habiendo subido al trono otomano a consecuencia de la rebelión promovida por Halil Paşa, Mahmud rápidamente afirmó su posición persuadiendo a los jenízaros y haciendo asesinar a Halil Paşa. El resto del reinado de Mahmud estuvo dominado por las guerras frente a Persia y Rusia. Las guerras persas no fueron más que un deambular sin sentido de las fuerzas militares otomanas frente al genio militar del Sha Nadir. Los turcos lograron retener el control de Bagdad, pero Armenia, Azerbaiyán y Georgia retrocedieron dentro de la esfera de influencia persa.
La guerra rusa se combatió primordialmente en la Crimea y los Principados del Danubio (Valaquia y Moldavia). Con esta guerra, el comandante ruso Burkhard Christoph von Münnich derrotó a los Tártaros de Crimea, vasallos de Mahmud, y luego marchó con sus tropas a través del Nistru, haciendo pasar la mayor parte de Besarabia bajo control ruso. Los austriacos, sin embargo, no tuvieron tanto éxito al retirarse, provocando que los otomanos tomaran Belgrado y el norte de Serbia bajo su control.
Mahmud confió siempre el gobierno a sus visires y pasó la mayor parte de su tiempo cultivando una de sus aficiones preferidas, la poesía.
Murió en el Palacio de Topkapi, Constantinopla.
| Predecesor: Ahmed III | Sultán del Imperio otomano 1730 - 1754 | Sucesor: Osman III |

- Datos: Q199481
- Multimedia: Mahmud I / Q199481